# Dora Kacnelson
Dora Kacnelson (* 19. April 1921 in Białystok, Polen; † 1. Juli 2003 in Berlin) war eine polnisch-ukrainische Literaturwissenschaftlerin und Journalistin.

## Leben
Kacnelson hat an der Staatlichen Universität in Leningrad über das Werk des polnischen Nationaldichters Adam Mickiewicz promoviert. Sie lebte die meiste Zeit ihres Lebens in der westukrainischen Stadt Drohobycz und lehrte an der dortigen Pädagogischen Universität als Literaturprofessorin. In ihrer wissenschaftlichen Arbeit forschte sie über die aufständischen Bestrebungen der Polen in der Zeit der polnischen Teilungen (1772–1918).
Sie kam 2000 aus gesundheitlichen Gründen nach Berlin, wo sie sich für den christlich-jüdischen Dialog einsetzte. Kacnelson ist auf dem Jüdischen Friedhof Berlin-Weißensee beigesetzt. Ihr Archiv wurde zur Forschung nach Polen gebracht, darunter Dokumente, Handschriften, Wiegendrucke und mehrere Buchmanuskripte.

## Schriften (Auswahl)
- Skazani za lekturę Mickiewicza, Verlag Norbertinum, 2001, ISBN 83-7222-000-X
- Poezja Mickiewicza wśród powstańców: wiek XIX, Verlag Universitas, 1999, ISBN 83-7052-727-2
- mit Józef Sobkiewicz, Krzysztof Gębura: Rok 1863 na Polesiu Kijowskim: pamiętnik Józefa Sobkiewicza, Akademia Podlaska, 2000, ISBN 83-7051-109-0